# About Us
About Us ist ein Jazzalbum von Mike Reed. Das zweite Album von Reeds Band People, Places & Things entstand am 21. Februar und 2. März 2009 im Shape Shop and Strobe Recording Studio, Chicago. Die Aufnahmen erschienen 2009 auf 482 Music.

## Hintergrund
Nach seinem Bandprojekt Mike Reed’s Loose Assembly (zuletzt mit Greg Ward, Jason Adasiewicz, Tomeka Reid, Joshua Abrams) gründete der Schlagzeuger um 2007 Mike Reed’s People, Places & Things, mit der er im selben Jahr das erste Album Proliferation (482 Music) einspielte. Bei den Aufnahmen zum zweiten Album bestand die Besetzung der Band erneut aus Mike Reed Tim Haldeman (Tenorsaxophon), Greg Ward (Altsaxophon) und Jason Roebke (Bass). Das Vorgängeralbum Proliferation war von den unterbewerteten Menschen, Orten und Dingen aus Chicago der späten 1950er Jahre inspiriert, schrieb Troy Collins. About Us setze dieses Konzept fort und vermeide gleichzeitig den Fokus der vorherigen Session auf Coverversionen (etwa von Wilbur Campbell, Frank Strozier, John Jenkins, Tommy Madman Jones und Sun Ra) zugunsten von Originalkompositionen. Diese stammten teilweise von Reed und seinen Bandkollegen; zusätzlich hatten „drei der einflussreichsten Künstler Chicagos“ jeweils einen eigenen Titel beigesteuert, den sie gemeinsam mit dem Quartett zu Gehör brachten. Diese Musiker waren der Saxophonist David Boykin in Big and Fine, der Gitarrist Jeff Parker in Days Fly By (With Ruby) und der Posaunist Jeb Bishop in Big Stubby.

## Titelliste
- Mike Reed’s People, Places & Things: About Us (482 Music 482-1068)[2]
  1. It’s Enough 5:02
  2. V.S.#1 7:45
  3. About Us 6:40
  4. Big and Fine (David Boykin) 10:58
  5. The Next Time You Are Near 5:41
  6. Big Stubby (Jeb Bishop) 7:13
  7. Flat Companion 4:52
  8. First Reading: Paul’s Letter 4:21
  9. Under the Influence of Lunar Objects 5:05
  10. Days Fly By (With Ruby) (Jeff Parker) 6:20
- Alle weiteren Kompositionen stammen von Mike Reed, Greg Ward, Tim Haldeman und Jason Roebke.

## Rezeption
Troy Collins verlieh dem Album in All About Jazz vier Sterne und schrieb: „Der Großteil des Albums ist voller Stakkato-Riffs, serpentinenartigen Themen und spannenden Tempi und schwelgt in revisionistischem Swing. Dabei werden klassische Bebop- und Hard-Bop-Traditionen mit eckigen Intervallen, modernen Harmonien und kollektiven Arrangements aktualisiert. Ward und Haldeman wickeln sich leidenschaftliche, ineinandergreifende Kadenzen ab, die sich auf Roebke und Reeds quecksilbrigem Tempo bewegen und an die Grenzen der Konvention stoßen, ohne die Lehren ihrer Vorfahren zu verleugnen.“ Die Session blühe vor allem mit den Gastmusikern auf; „der schroffe, prahlerische Blues von Boykins’ „Big and Fine“ dehnt sich langsam in dorniges Gebiet aus und erreicht seinen Höhepunkt mit allen drei Saxophonen, die in einem bezaubernden Wirbel kaleidoskopischen Klangs verflochten sind.“ Bishops mitreißendes Big Stubby verfolge eine ähnliche Strategie und gipfele in einem kontrapunktischen Hornchor, der temperamentvolle Variationen des Hauptthemas ohne Rhythmus-Begleitung enthalte. Das entspannte Tempo von Parkers Days Fly By (with Ruby) beendet die Session mit melodiöser Eleganz. About Us zeige einige der hellsten neuen Stars Chicagos, resümiert Collins, „die die Kunstform weiterentwickeln, ohne die Innovationen der Vergangenheit zu ignorieren.“

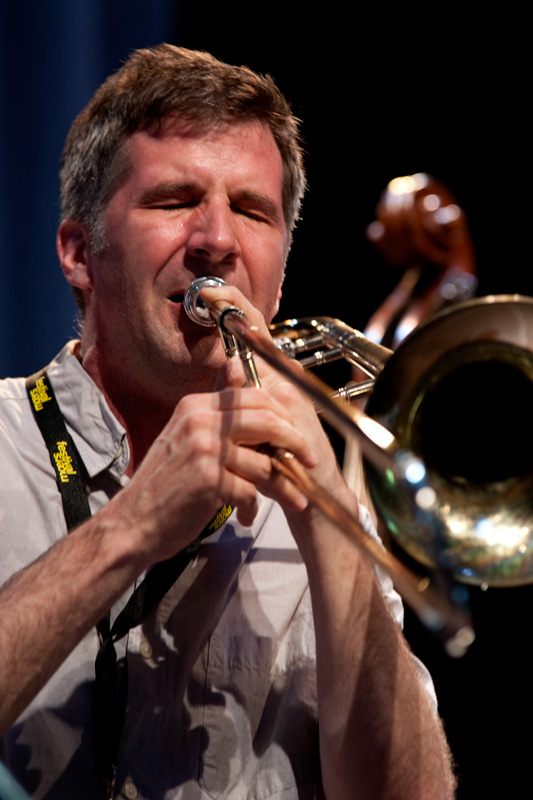
Jeb Bishop Moers festival 2010

Ebenfalls in All About Jazz meinte Mark Corroto, während About Us im Vergleich zum Vorgängeralbum mehr nach vorne schaue, sei der Sound fest in Chicagos Post-Bop-Szene verankert. Die Gäste Jeb Bishop, David Boykin und Jeff Parker trügen jeweils eine Komposition und ihren typischen Sound zu einzelnen Titeln bei. Ihre Musik ergänze ein sehr starkes Quartett; das Hinzufügen der Gäste mache Reeds Band großartig. David Boykin, der sein bluesiges Big and Fine wie Reed irgendwo in den 1950er Jahren beginnen lässt, sei eine Reminiszenz an den Chicago-Jazz, der mit dem Flussboot aus New Orleans ankommt. Ebenso spiele der Posaunist Jeb Bishop in Big Stubby einen Groove aus Chicagos harter Vergangenheit, indem er auf Orchestrierungen mit breitem Horn anspielt, bevor die Spieler Soli abspalten und dann in einer A-cappella-Mischung zusammenkommen. Schließlich gebe es mit Jeff Parker „den Inbegriff des Modernisten, dessen unterschiedliche Gitarrenlinien gleichzeitig breit und expansiv klingen können“. Er schaffe ein ruhiges, ausgeglichenes und anmutiges Ende der Sitzung.
Adam Kivel schrieb in Consequence of Sound, Mike Reed aus Chicago sei ein großartiger Schlagzeuger, aber mit seinem Projekt People Places and Things könne er nicht nur seine Kompositionen, sondern auch seine Fähigkeiten als Jazzhistoriker unter Beweis stellen. Trotz des erstaunlichen Talents seiner Band (oder vielleicht gerade deswegen) seien die Melodien der Gastmusiker möglicherweise die besten auf dem Album.